# Kärleken, Halmstad
Kärleken är en äldre stadsdel i norra Halmstad. I stadsdelens centrum står en milsten vid det gamla vägskälet mellan Göteborgsvägen och Jönköpingsvägen. Ända fram till slutet av 1960-talet passerade de båda riksvägarna E6 och Nissastigen genom denna stadsdel.
Kärleken hade 2 160 invånare år 2011.

## Namnet
Ursprunget till namnet "Kärleken" är inte känt, men ryktet säger att en adelsman på Sperlingsholms gods som ligger i närheten hade sin hemliga älskarinna bland invånarna förr i tiden. Eftersom stadsdelen då främst beboddes av fattiga fabriksarbetare var hemlighetsmakeriet förståeligt. Lokala affärsidkare använder stadsdelsnamnet flitigt i namnet på sina affärsrörelser. Man kan till exempel äta på "Kärlekens pizzeria", handla i "Kärlekens livs" och lämna tipskupongen i "Kärlekens spelbutik". På 1920-talet fanns en busslinje som har gett upphov till många skämt, som hette Kärleken – Lasarettet – Kyrkogården. Platsen blev bekant för många då Per Gessle 2003 hade en hit med "På promenad genom stan", i vilken stadsdelen Kärleken nämns i sångtexten.

## Samhället
Tillsammans med närbelägna Sofieberg och Norra Utmarken utgör stadsdelen ett vackert villaområde där det även finns ett mindre antal flerfamiljshus. 
I området finns daghem, förskola och en komplett grundskola 1–9. De yngre eleverna går på Sofiebergsskolan och de äldre på Stenstorpsskolan, som är en av Halmstads äldsta skolor. Det första skolhuset byggdes redan 1875. I dag går cirka 190 elever på skolan i årskurs 4–9. På 1940-talet anlades en av de första idrottsplatserna på en folkskola vid Stenstorpsskolan. När Riksidrottsförbundet firade sitt hundraårsjubileum 2003 utsågs idrottsplatsen till en av hundra idrottshistoriska platser i Sverige. 
Ett äldre hallandsbyggande har som stilmönster fått prägla grundstrukturen i ett radhusområde i Kärleken.

Under 2011 påbörjades byggandet av 200 nya bostäder i villor och flerbostadshus på gammal åkermark intill Stenstorpsskolan. Området kallas norra Sofieberg. I projektet ingår även två gruppbostäder och ett äldreboende. I maj 2014 invigdes Sofiebergs äldreboende med 60 lägenheter i två plan. I området finns en av Region Halland driven Vårdcentral.

## Idrott
IF Centern är ett fotbollslag från Halmstad med Kärlekens IP som hemmaarena. Både herr- och damlaget spelar under 2014 i Division 4. Hemmastället är blåvitt medan bortastället är rosa. Klubben har fostrat de allsvenska spelarna Peter Larsson i Helsingborgs IF och Kristoffer Fagercrantz i Halmstads BK, även Fredrik Ljungberg har under en kort tid spelat i IF Centern. 

## Personer från området
Några kända personer som bor eller har bott på Kärleken är tennisspelaren Sofia Arvidsson, diplomaten Lars Danielsson, kulturprofilen Peter Wahlbeck och sångerskan Lena Andersson.